# Ulvaria subbifurcata
Ulvaria subbifurcata is een straalvinnige vissensoort uit de familie van stekelruggen (Stichaeidae). De wetenschappelijke naam van de soort is voor het eerst geldig gepubliceerd in 1839 door Storer.